# Photographische Rundschau
Die Photographische Rundschau war eine photographische Zeitschrift, die von 1887 bis 1943 regelmäßig erschien, von photographischen Vereinen berichtete und Photographen und deren Mitarbeiter, photographische Vereine und Hersteller von photographischen Hilfsmitteln im weitesten Sinne als Leser informierte.

## Inhalte
Die Photographische Rundschau, die von 1891 bis 1893 den Untertitel Centralblatt für Amateur-Photographie, 1894–1903 den Untertitel Zeitschrift für Freunde der Photographie trug, war als Vereinsorgan des Club der Amateur-Photographen in Wien. gegründet worden. Dieser Verein rekrutierte seine Mitglieder zum überwiegenden Teil aus Laien, Liebhabern der Photographie und Amateuren. In regelmäßig stattfindenden Sitzungen wurde über den neuesten Stand der Technik und die Entwicklung der Bildgestaltung berichtet. In der Folgezeit wählten zahlreiche, überwiegend deutsche Vereine die Photographische Rundschau, um Sitzungsberichte, Mitgliederlisten und ähnliches zu veröffentlichen.
Die Photographische Rundschau wandte sich an photographierende Laien, die im Gegensatz zu den Berufsphotographen nicht über ein Atelier verfügten. Daher entstanden viele Aufnahmen im Freien. Während die meisten Berufsphotographen Porträts anfertigten, waren die Laien in der Wahl ihrer Motive frei. Einen breiten Raum nahmen die Schilderungen von technischen Details zur Verbesserung der Aufnahmetechniken und der chemischen Prozesse der Entwicklung von Negativ- und/oder Positivabbildungen ein. Über die Entwicklung von Druckverfahren wurde der neueste Stand veröffentlicht. Regelmäßige Rubriken widmeten sich u. a. der jeweils neuerschienenen Literatur. Es gab einen „Fragekasten“, der dem Austausch von Knowhow diente. Wichtige Bestandteile waren Ankündigungen von nationalen und internationalen Ausstellungen und damit verbundene Aufforderungen zur Teilnahme und/oder zur Abgabe von Arbeiten/Photographien. Über nationale und internationale Ausstellungen wurde ebenso berichtet wie über die Vergabe der zahlreichen Preise und Auszeichnungen. Die Zeitschrift erschien in monatlichen Abständen. Heutzutage existieren die damaligen Ausgaben in der Regel als gebundene Jahrgangsausgaben.

## Geschichte bis 1905

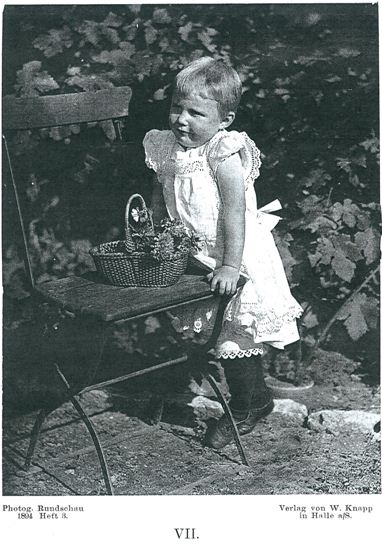
Max Allihn: Kind mit Blumenkorb (1894). Fotografische Beilage in Photographische Rundschau, Heft 3, 1894.

Die erste Ausgabe der Photographischen Rundschau erschien 1887 als Vereinsorgan des im Jahr zuvor gegründeten Club der Amateur-Photographen in Wien. Bis 1892 war der Photograph Charles Scolik alleiniger Herausgeber der Zeitschrift. Er wurde in seiner Tätigkeit als Autor u. a. von Carl Srna unterstützt, der der Präsident des Clubs der Amateur-Photographen war, und von Alfred Stieglitz, der Berichte über die Entwicklung der Photographie aus Amerika schickte. Im Jahr 1893 wurde der Berliner Arzt Richard Neuhauss Mitherausgeber und Srna beendete seine Tätigkeiten. Im darauffolgenden Jahr war Neuhauss alleiniger Herausgeber, was den gewachsenen Einfluss der deutschen Vereine und deren Interessen dokumentierte. Scolik übernahm die Berichterstattung aus Wien und Professor Fritz Schmidt unterstützte den technischen Teil. 1896 im 10. Jahrgang wurde die Mitarbeit von Ernst Juhl angezeigt. Ab dem 13. Jg. (1899) übernahm er die Leitung des künstlerischen Teil, während Neuhauss den wissenschaftlichen und technischen Teil verantwortete, zusätzlich wurde die Mitwirkung von Paul von Jankó auf der Titelseite hervorgehoben. 1902 war Neuhauss alleiniger Herausgeber. 1903 später übernahm der Maler und Photograph Fritz Matthies-Masuren die Leitung des künstlerischen Teil. Ab 1905 wurde die Mitwirkung von Hermann Schnauß hervorgehoben.
Ab 1904 erschien das bis dato eigenständige Photographisches Centralblatt unter der Photographischen Rundschau. Es war 1895 gegründet worden.
Die Photographischen Mitteilungen wurden 1864 gegründet und dienten als Organ des Photographischen Vereins zu Berlin, der 1863 von Hermann Wilhelm Vogel gegründet worden war. Sie erschienen unter wechselnden Bezeichnungen und Herausgebern und gingen ab 1912 in der Photographischen Rundschau auf.

## Auswahl lesenswerter Artikel
- 1889
  - R. Spitaler: Die Photographie im Dienste der Naturwissenschaften. 2. Jg., S. 131–135 (Textarchiv – Internet Archive)
- 1890
  - S. [=Carl Snra?]: Über Porträtaufnahmen im Atelier. 3. Jg., S. 3–10 (Textarchiv – Internet Archive), Fortsetzung S. 41–46 (Textarchiv – Internet Archive)
  - Robert Talbot: „Kodak.“ 3. Jg., S. 154–161 (Textarchiv – Internet Archive)
  - J.T. …: Die Photographie eine Kunst.  3. Jg., S. 129–131 (Textarchiv – Internet Archive)
- 1891
  - Internationale Ausstellung künstlerische Photographie in Wien 1891. 5. Jg., S. 165–168 (Textarchiv – Internet Archive) und S. 326–336 (Textarchiv – Internet Archive)
  - Anton Haschek: Photographische und künstlerische Perspektive. 5. Jg., S. 260–268 (Textarchiv – Internet Archive)
- 1893
  - Bruno Meyer: Die Naturalphotographie. 7. Jg., S. 37–44 (Textarchiv – Internet Archive) und S. 71–84 (Textarchiv – Internet Archive)
  - Bruno Meyer: Die Frage nach dem Kunstcharakter der Photographie. 7. Jg., S. 185 ff. (Textarchiv – Internet Archive).
  - G.F.D.: Die Photographie eine Kunst? 7. Jg., S. 88–94 (Textarchiv – Internet Archive)
  - Laicus: Plauderei über einige photographische Neuheiten: Objektive, Momentverschlüsse, etc. 7. Jg., S. 278–281 (Textarchiv – Internet Archive)
  - Franz Goerke: Die internationale Ausstellung für Amateur-Photographien zu Hamburg [1893], 7. Jg., S. 385 ff. (Textarchiv – Internet Archive) und 431 ff. (Textarchiv – Internet Archive)
- 1894
  - Richard Neuhauss: Die Photographie in natürlichen Farben. 8. Jg., S. 295 ff. (Textarchiv – Internet Archive), S. 237 ff. (Textarchiv – Internet Archive) und S. 359ff. (Textarchiv – Internet Archive).
  - Albert Londe: Die Photographie des Augenhintergrundes. 8. Jg., S. 375 ff. (Textarchiv – Internet Archive)
- 1896
  - Cl. du Bois-Reymond: Röntgens’s X Strahlen. 10. Jg., S. 38 ff. (Textarchiv – Internet Archive), Nachtrag (Richard Neuhauss), S. 67 (Textarchiv – Internet Archive), Zusatz, S. 84 (Textarchiv – Internet Archive), Zusatz, S. 116 (Textarchiv – Internet Archive)
  - Hermann Krone: Photographisches Geheimmittel. 10. Jg., S. 174 ff. (Textarchiv – Internet Archive)
  - Richard Neuhauss: Internationale Ausstellung für Amateur-Photographie Berlin 1896. 10. Jg., S. 259 ff. (Textarchiv – Internet Archive), Forts, S. 291 ff. (Textarchiv – Internet Archive), Forts, S. 323 ff. (Textarchiv – Internet Archive), Preisverteilung, S. 350–353 (Textarchiv – Internet Archive) und Schluss S. 355 ff. (Textarchiv – Internet Archive)
- 1897
  - A.[Alexander] Hauger: Chassagnes Photographieen in natürlichen Farben. 13. Jg., S. 105 ff. (Textarchiv – Internet Archive)
- 1898
  - K.: Das Recht am eigenen Bilde. 12 Jg., S. 370 ff. (Textarchiv – Internet Archive)
- 1899
  - o.N.: Die Photographie des Mageninnern (Kleine Mitteilungen), 13. Jg., S. 113 (Textarchiv – Internet Archive)

## Liste photographischer Vereine
über deren Vereinstätigkeiten berichtet wurde und/oder deren Organ die Photographische Rundschau war, u. a.:
- Club der Amateur-Photographen in Wien[10]
- Schlesische Gesellschaft von Freunden der Photographie [in Breslau]
- Club der Amateuer-Photographen in Lemberg (ab 1890)
- Photographische Gesellschaft in Halle a.S. (ab 1890)
- Gesellschaft zur Förderung der Photographie in Leipzig (ab 1891)
- Amateurphotographen Verein [von 1891 zu] Hamburg (ab 1892)
- Photographische Gesellschaft Hamburg Altona (ab 1892)
- Verein von Freunden der Photographie in Chemnitz (ab 1893)
- Freie photographische Vereinigung in Crefeld (ab 1893)
- Photographische Gesellschaft in Karlsruhe (ab 1893)
- Amateur-Photographen-Verein zu Köln/R. (ab 1893)
- Gesellschaft zur Förderung der Photographie in Leipzig (ab 1893)
- Club der Amateur-Photographen in Salzburg (ab 1893)
- Photographischer Verein Göttingen (ab 1893)
- Freie photographische Vereinigung zu Berlin (ab 1894)
- Freie photographische Vereinigung in Crefeld (ab 1894)
- Deutsche Gesellschaft von Freunden der Photographie in Berlin (ab 1894)
- Photographischer Club in München (ab 1894)
- Amateur-Photographen-Club in Budapest (ab 1894)
- Gesellschaft zur Förderung der Amateur-Photographie in Hamburg (ab 1894)[11]
- Amateur-Photographen-Verein zu Dresden (ab 1895), Dresdner Gesellschaft zur Förderung der Amateur-Photographie
- Amateur-Photographen-Verein in Chemnitz (ab 1895)
- Club der Amateur-Photographen in Brünn (ab 1895)
- Verein von Freunden der Photographie in Königsberg/Pr. (ab 1895)
- Verein für Kunst- und Amateurphotographie in Flensburg (ab 1896)
- Verein von Freunden der Photographie zu Braunschweig (ab 1896)
- Klub deutscher Amateur-Photographen in Prag (ab 1898)
- Photographische Gesellschaft in Mannheim (ab 1898)
- Klub der Amateur-Photographen in Graz (ab 1899)
- Mittelrheinischer Liebhaber-Photographen-Verein (ab 1899)
- Fotografiska Förinengen in Stockholm (ab 1899)
- Bergischer Lichtbild-Verein in Elberfeld (ab 1900)
- Verein von Freunden der Photographie zu Darmstadt (ab 1900)
- Photographische Gesellschaft zu Marburg a.d.L. (ab 1900)
- Photographische Gesellschaft zu Bremen (ab 1900)
- Elbinger Amateur-Photographen Verein (ab 1900)
- Freie Vereinigung von Freunden der Photographie zu Schwedt a.d. O. (ab 1900)
- Photographische Abteilung des polytechnischen Vereins zu Tilsit (ab 1900)
- Photographische Gesellschaft (Vereinigung von Amateurphotographen) Harburg a.d. Elbe (ab 1900)